# Paradiso di Cantore
"Raggiungere il Paradiso di Cantore" è un'espressione con la quale si indica la morte di un Alpino.
Il detto ha origine nell'immediato dopoguerra 1915-1918, quando un giornalista del Corriere della Sera, Mario Bisi, pubblicando un articolo a ricordo degli alpini morti in guerra, immaginò che il generale Antonio Cantore, caduto fra i primi sulle Tofane, dall'aldilà passasse in rivista i battaglioni composti da chi era già deceduto. 